# Københavns Metalstøberi - Broncestøbning
Københavns Metalstøberi - Broncestøbning er en dansk virksomhedsfilm med ukendt instruktør.

## Handling
Filmen giver et indblik i et moderne metal- og bronzestøberi. Københavns Metalstøberi & mekaniske Værksted blev grundlagt omkring 1904 af Moritz Hartvig. Hans efterfølger i direktørstolen, Knud Heckscher, har selv optaget denne film. Filmen viser hvordan en springsvandsskulptur af en mor med et tissende drengebarn fremstilles i gips og følger processen videre til støbning i bronze. Billedhugger Johannes Hansen er ophavsmand til skulpturen, der kom til at stå i Konditorgården, Nybrogade 12 i København.